# 鼈甲煮
鼈甲煮、べっこう煮（べっこうに）は和食の煮物の1種。色の濃い煮汁で煮られた食材が鼈甲色に仕上がることから。
酒、みりん、砂糖や醤油を合わせた煮汁が用いられるが、変わったところではコカ・コーラと醤油の煮汁を用いるレシピもある。
総称であって、特定の食材を使用するといったような決まりはなく、個々の料理は「（食材名）の鼈甲煮」と呼ばれる。また、「（食材名1）と（食材名2）の鼈甲煮」のように複数の食材を用いる料理もある。
例
- 大根の鼈甲煮
  - 大根と鶏肉の鼈甲煮
  - 大根と豚肉の鼈甲煮
  - 大根とブリの鼈甲煮

- 生姜の鼈甲煮
- 茄子の鼈甲煮
- タケノコの鼈甲煮
  - タケノコと鶏肉の鼈甲煮

- 冬瓜の鼈甲煮
  - 冬瓜と豚肉の鼈甲煮